# O stromu, který dával
O stromu, který dával (anglicky The Giving Tree) je dětská obrázková kniha, jejímž autorem je americký spisovatel Shel Silverstein. Jedná se o literaturu pro děti a mládež s filosofickými prvky. Kniha poprvé vyšla roku 1964 pod vydavatelstvím Harper & Row.

## Děj
Kniha vypovídá o lásce jabloně k chlapci.
Když byl chlapec malý, hrál si ve větvích jabloně, jedl její jablka a spal v jejím stínu, jenže z chlapce se začal stávat muž. Muž, který už neměl čas a zájem trávit s jabloní svůj čas, a tak byla jabloň sama. Po dlouhé době za ní přišel pro peníze, a tak mu jabloň nabídla svá jablka, ať je prodá a je šťastný a jeho štěstí těšilo i jabloň.
Až po dlouhých letech se u ní zase objevil a tentokrát chtěl dům, a tak mu jabloň ochotně nabídla své větve a byla šťastná, neboť byl šťastný i on. Znovu přišel po ještě delší době, již ve středním věku a zoufající. Chtěl loďku, a tak mu jabloň nabídla svůj kmen, tak si jej chlapec vzal, postavil si loďku a odplul. A jabloň zůstala sama, už nebyla šťastná.
Naposledy přišel na sklonku svého života, jabloň už mu však neměla co dát, byla už jenom pařezem. Chlapec, který byl již starým pánem, řekl, že už si nepřeje nic jiného než odpočívat. Jabloň mu nabídla, že starý pařez je ideální místo k odpočinku. Chlapec si sedl na pařez a odpočíval a jabloň byla konečně opět šťastná.
Ke konci začíná být čtenáři zjevné, že se člověk a jabloň vlastně zranili navzájem. Chlapec od jabloně až moc bral a jabloň mu až moc dávala.

## Přijetí díla
Kniha byla přijímána různě. Dokonce se i někteří čtenáři rozhodli napsat alternativní konec. Když byla vydána, byla dokonce považována za až nevhodnou knihu pro děti. Byla nařčena, že je moc smutná pro děti a moc jednoduchá pro dospělé. Nakonec se prodalo přes 8,5 milionu kopií.

## Interpretace
Tento příběh lze interpretovat mnohými způsoby.

### Náboženská interpretace
Pro některé křesťanské interprety jabloň představuje ideál bezpodmínečné lásky, nezištnosti a sebeobětování a odpovídá tak ideálu Boží lásky.

### Environmentální interpretace
Jiní kritikové, jako Thomas E. Wartenberg, naopak přirovnávají jabloň k Matce přírodě a chlapce k lidstvu. Tato kniha také bývá často doporučovánu k environmentální výchově, neboť kniha dobře ukazuje, jak by se člověk k přírodě neměl chovat.

### Vztah matky a dítěte
Chápání vztahu mezi jabloní a chlapcem jako vztahu mezi matkou a dítětem patří mezi nejčastější interpretace příběhu, neboť paralely jsou velmi zřetelné. Jabloň-matka totiž obětuje vše, co má, pro dobro svého chlapce-dítěte.